# أصوات المكتبة البريطانية
أصوات المكتبة البريطانية (المعروفة سابقًا باسم التسجيلات الصوتية الأرشيفية) هي خدمة مكتبة بريطانية توفر وصولاً مجانيًا عبر الإنترنت إلى مجموعة متنوعة من الكلمات المنطوقة والموسيقى والأصوات البيئية من الأرشيف الصوتي للمكتبة البريطانية. يمكن لأي شخص لديه إمكانية الوصول إلى الويب استخدام الخدمة للبحث والتصفح والاستماع إلى 50000 تسجيل رقمي. يتوفر تشغيل وتنزيل 22000 تسجيل إضافي لمستخدمي أثينا أو شيبوليث في التعليم العالي والتعليم الإضافي بالمملكة المتحدة. تم إطلاق الخدمة في الأصل بتمويل من شركة «جسك».
هناك أكثر من 20000 ساعة من المواد الصوتية التي نادرًا ما تسمع، متاحة على الإنترنت الصور والنصوص متاحة أيضًا لبعض التسجيلات لزيادة إثراء المحتوى.
يمكن البحث في التسجيلات عن طريق الكلمات الرئيسية أو تصفحها حسب أنواع المجموعات والتواريخ واللغات وأسماء المؤدي والموضوعات. يمكن تصفح عدة مجموعات باستخدام واجهة الخريطة.

## المحتوى المتاح حاليا
يغطي موقع British Library Sounds مجموعة واسعة من المحتويات:
- لهجات اللغة الإنجليزية المنطوقة، بما في ذلك مقتطفات من مسح اللهجات الإنجليزية، وبنك ذاكرة الألفية للتاريخ الشفوي الشخصي، و Berliner Lautarchiv لأسرى الحرب العالمية الأولى البريطانية، والمساهمات العامة لللهجات، ومشروع BBC Voices و1940s University College London مجموعة أبحاث الصوتيات.
- الفنون والأدب والأداء، تشمل معهد الفنون المعاصرة، لندن - محادثات، 1981-1992 وتسجيلات الكلمات المنطوقة المبكرة (بما في ذلك فلورنس نايتنجيل، وكريستابل بانكهورست، ونستون تشرشل، والسير آرثر كونان دويل)؛ ومناقشات St Mary-le-Bow العامة.
- الموسيقى الكلاسيكية: تسجيلات للمرجع الكنسي الكلاسيكي 1926-1956 (بما في ذلك جميع التسجيلات التي تم الاحتفاظ بها من ذخيرة باخ وموزارت وهايدن وبيتهوفن وبرامز على أقراص شيلاك 78 دورة في الدقيقة مع أقراص فينيل مبكرة طويلة التشغيل)؛ مجموعة كبيرة من عروض Chopin، وDutch String Quartet، و London Trio و Philharmonic Quartet وغيرهم من فناني موسيقى الحجرة، والموسيقى التجريبية.
- البيئة والطبيعة، بما في ذلك مئات الأمثلة من أصوات الحياة البرية البريطانية، والتسجيلات التاريخية للحياة البرية وأصوات البرمائيات، وتسجيلات الحياة البرية في شرق إفريقيا، وأصوات الطقس والأصوات الحضرية بما في ذلك مجموعة Soundscapes الكندية الرائدة.
- تحتوي موسيقى الجاز والموسيقى الشعبية على موسيقى Skiffle ومقابلات مع تسجيلات موسيقيي الجاز البريطانيين ومجموعة كاملة من البرامج من إذاعة الفنون Touch Radio.
- التاريخ الشفوي بما في ذلك مقابلات مركز الناجين من الهولوكوست، ومجموعة من رواد التاريخ الشفوي جورج إيوارت إيفانز، ومجموعة مشروع الاستماع في بي بي سي، والتاريخ الشفوي للعلوم البريطانية، والمجموعات التي أنشأتها قصص الحياة الوطنية.
- سجل التسجيل الصوتي بما في ذلك عمليات المسح الضوئي للكتالوجات النادرة لشركة التسجيلات المبكرة، وأكثر من 400 صورة لمعدات التشغيل التاريخية و 100 مقابلة ترسم تاريخ التسجيل الصوتي.
- الموسيقى العالمية والتقليدية: مجموعة واسعة من الأساليب الموسيقية من جميع أنحاء العالم. تتنوع هذه الأغاني من سلسلة سجلات Decca Records غرب إفريقيا 'Yellow Label' وموسيقى الهند التي جمعها عالم الموسيقى العرقي رولف كيليوس إلى الموسيقى التقليدية في إنجلترا، وهي مجموعة كبيرة من 20 ألف تسجيل من القصص الشعبية، وأغاني الأطفال، والعادات، وقاعة الموسيقى، وأغاني الجنود والحكايات الشعبية والمقابلات.

## النقاط البارزة المُحدَّدة

### نادي الكتاب الأفارقة
أكثر من 250 ساعة من البرامج الإذاعية حول الشؤون الأدبية والاجتماعية والثقافية الأفريقية. تم إجراء التسجيلات في مركز النسخ في لندن، وتم بثها في جميع أنحاء إفريقيا وأحيانًا على خدمة BBC العالمية. بدءًا من الأعمال الدرامية الإذاعية إلى برامج المجلات، ومن السياسة إلى الشعر، تقدم هذه المجموعة نظرة على إفريقيا في منتصف الستينيات.

### مقابلات الفن والتصميم
لقاءات حميمة مع حياة وأعمال الرسامين والنحاتين والمصورين والمهندسين المعماريين البريطانيين. تشمل المقابلات النحاتان إليزابيث فرينك وإدواردو بولوزي. الرسامون تيري فروست وبولا ريغو ومايكل روثنشتاين؛ المصورون جريس روبرتسون وماري ماهر وهيلين تشادويك؛ والمهندسون المعماريون دينيس لاسدون ورالف إرسكين وإدوارد هولامبي وباتريك جوين.

### تسجيلات ديفيد ريكروفتأفريقيا
قام عالم اللغويات وعالم الموسيقى المولود في جنوب إفريقيا، ريكروفت بالعديد من الرحلات الميدانية إلى القرى والبلدات والمستوطنات حول جنوب إفريقيا بين الستينيات والثمانينيات. مفتونًا بالعلاقة بين التقاليد الشفوية والبنية الموسيقية، ركز ريكروفت على الغناء الكورالي غير المصحوب، والأغاني المؤلفة للآلات الموسيقية الأصلية، والموسيقى الحضرية.

### تسجيلات كلاوس واشسمانأوغندا
قام كلاوس واشسمان بعمل ما يقرب من 1500 تسجيل فريد من نوعه لموسيقى السكان الأصليين في أوغندا، لم يتم نشر معظمها من قبل. يعود تاريخ هذه المجموعة إلى أواخر الأربعينيات، عندما كان واشسمان أمين متحف أوغندا في كمبالا، وتتضمن تسجيلات وعروضًا ميدانية في المتحف.

### التاريخ الشفوي لموسيقى الجاز في بريطانيا
تاريخ غير رسمي وقصصي للموسيقى والأماكن والأشخاص الذين حددوا موسيقى الجاز في المملكة المتحدة. من خلال المقابلات مع الموسيقيين والمروجين وأصحاب العلامات التجارية، تركز هذه المجموعة على بعض الجوانب الأقل شهرة لموسيقى الجاز البريطانية - بما في ذلك تأثير الموسيقيين في الخارج في بريطانيا، والتطورات البريطانية في الارتجال الحر في الستينيات، وموسيقى الجاز خارج لندن، والمساهمة. من النساء إلى الموسيقى.

### التاريخ الشفوي للصوت المسجل
تعكس هذه الحزمة التعليمية بالصوت والصورة والنص الأثر الثقافي والاقتصادي للتطورات في تكنولوجيا التسجيل على مدار القرن العشرين. كما يتضمن مقابلات التاريخ الشفوي مع شخصيات بارزة في عوالم الموسيقى والراديو وصناعة التسجيل - مع التركيز على مبتكري الغرف الخلفية الذين نادرًا ما استمتعوا بالأضواء.

### خرائط الصوت
سلسلة من الخرائط التفاعلية التي تسمح بالتصفح والاستماع إلى اللهجات واللهجات وأصوات الطبيعة والذكريات الشفوية والموسيقى التقليدية.

### المشهد الصوتي
صاغ الملحن موراي شافر كلمة «المشهد الصوتي» لتحديد الأصوات التي «تصف مكانًا، وهوية صوتية، وذاكرة صوتية، ولكن دائمًا صوتًا وثيق الصلة بالمكان» [1]. الأصوات الصناعية (بما في ذلك النقل وأبواق الضباب)، ومناظر الصوت من العالم الطبيعي عبر القارات، ومناظر الصوت الحضرية، وأصوات الحياة البرية من جميع أنحاء العالم.

### المناقشات العامة - سانت ماري لو بو
في الساعة الواحدة من كل يوم ثلاثاء، وقت غداء لمدة خمسة عشر عامًا (1964-1979)، دعا جوزيف ماكولوتش، رئيس كنيسة سانت ماري لو بو في مدينة لندن، شخصية عامة معروفة لمناقشة إحدى قضايا اليوم. كان من بين الضيوف المشهورين بين عمال المدينة، إينوك باول في السباق، وديانا ريج من أحد الوالدين، وآيه جيه آير عن المسؤولية الأخلاقية، وإدنا أوبراين على الخوف، وجيرمين جرير على الإرادة الحرة.

### تسجيلات شركة «سايليفون» من غينيا
أكثر من 7800 تسجيل للموسيقى من غينيا، تم إصدارها في الأصل على شركة تسجيل سايليفون. يتضمن العديد من التسجيلات الفريدة التي لم يسمع بها من قبل خارج غينيا. نسبة كبيرة لم يتم بثها منذ أكثر من 20 عامًا، حيث كانت حساسة سياسياً وتخضع للرقابة. قائمة الفنانين والموسيقيين الممثلين في المجموعة هي من الموسيقيين الغينيين والأفارقة. هناك العديد من التسجيلات التي لم يتم إصدارها لكبار النجوم مثل «كانديا كوياتي» و «بيمبيا جاز ناشونال» و «فوديه كونتيه» و «كاديه دياوارا»، بالإضافة إلى المئات من التسجيلات التي لم يتم إصدارها لأوركسترا وفرق غينيا الوطنية والإقليمية. هناك أيضًا ثروة من المواد لفنانين غينيين مشهورين، حيث لم يتم تسجيلهم تجاريًا مطلقًا، غير معروفين تقريبًا خارج غينيا، بما في ذلك «فابرا تيلا»، ماما كانتي، بينتا لالي سو، كوبيا جاز، وجين ماكولي. تضم المجموعة أيضًا آلاف الأغاني التقليدية من جميع المناطق والمجموعات العرقية في غينيا.[2]